# Общественный центр

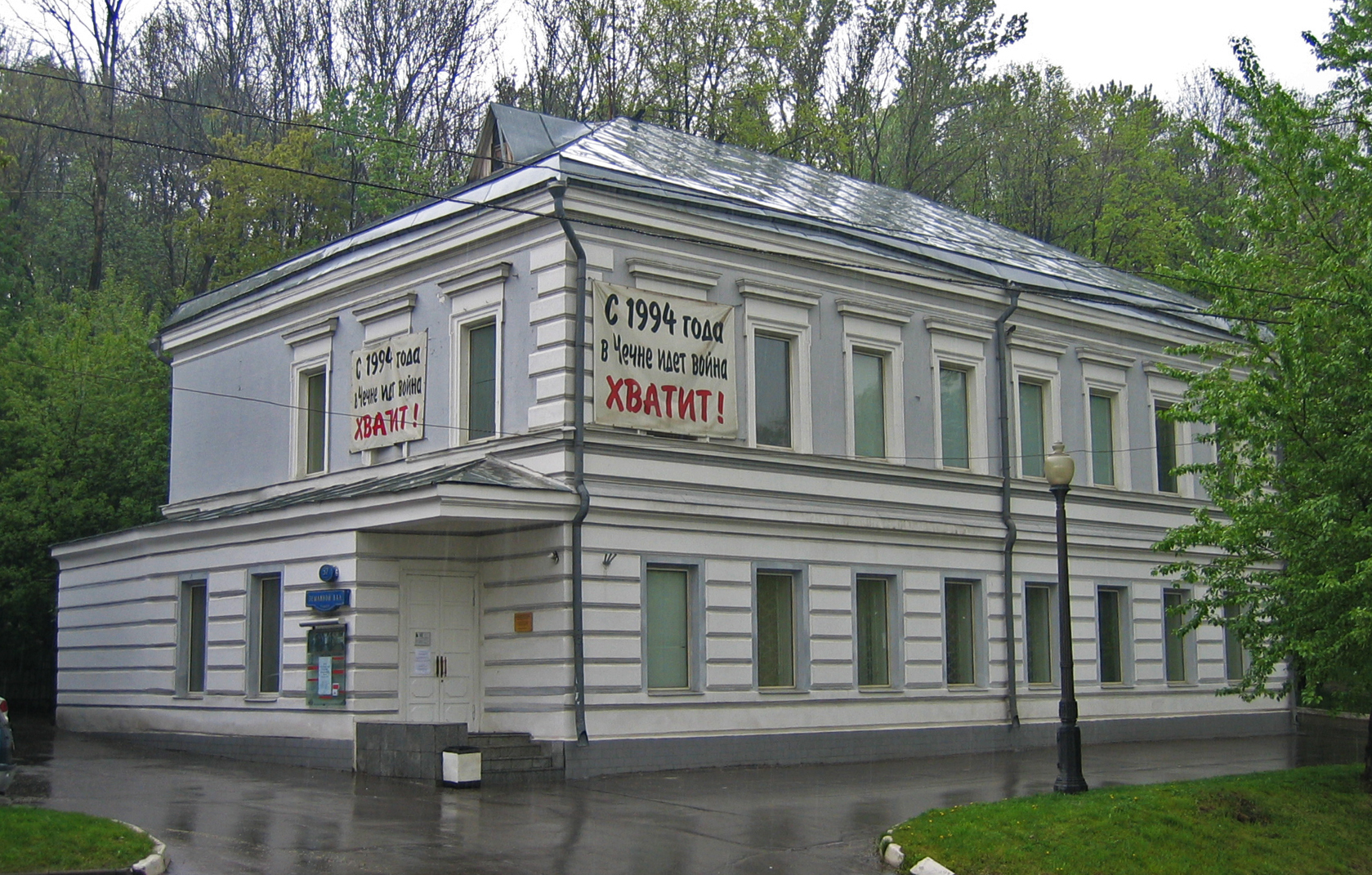
Сахаровский центр в Москве.

Обще́ственный центр (англ. Social Center, итал. Сentro Sociale и т. п.), в некоторых случаях также именуемый в англоязычных интерпретациях «Общинным центром», или «Центром сообщества» (англ. Community Сentre) — это специально помещение для развлечений определенного круга сообщества людей. Как правило, в материальном исполнении — это здание или помещение, используемое для каких-либо из широкого спектра целей общественной досуговой активности, которые относятся к благотворительным или некоммерческим. 
Прежде всего, это западноевропейское социально-культурное явление последней трети XX века, получившее дополнительное развитие в Италии и ряде других стран, а к нашему времени — известное и в странах Восточной Европы. Ближайшим аналогом общественного центра в странах бывшего СССР являются дом (или дворец) культуры, культурно-досуговый центр.

## Западноевропейские общественные центры

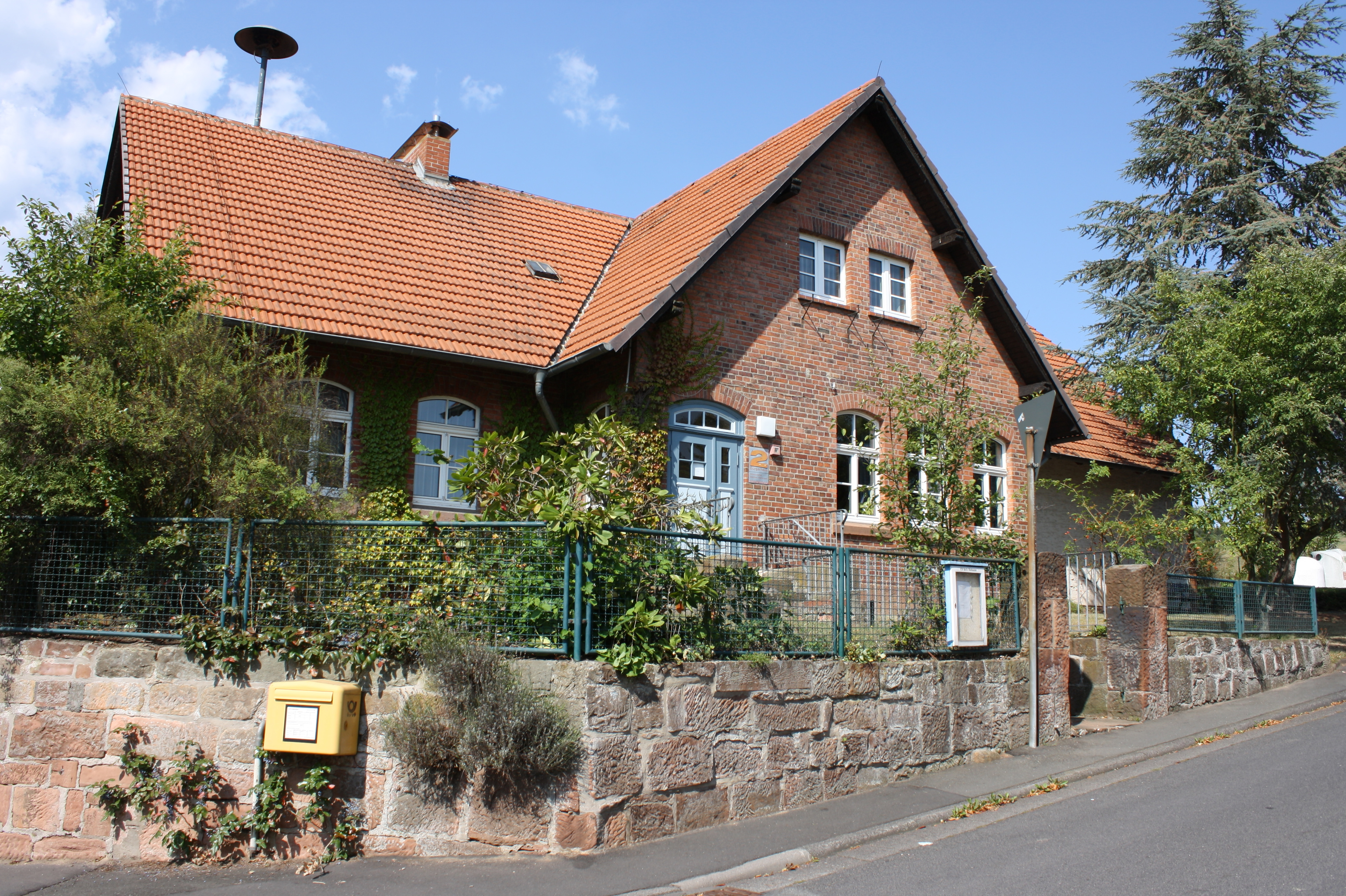
Общественный центр в Марбурге.

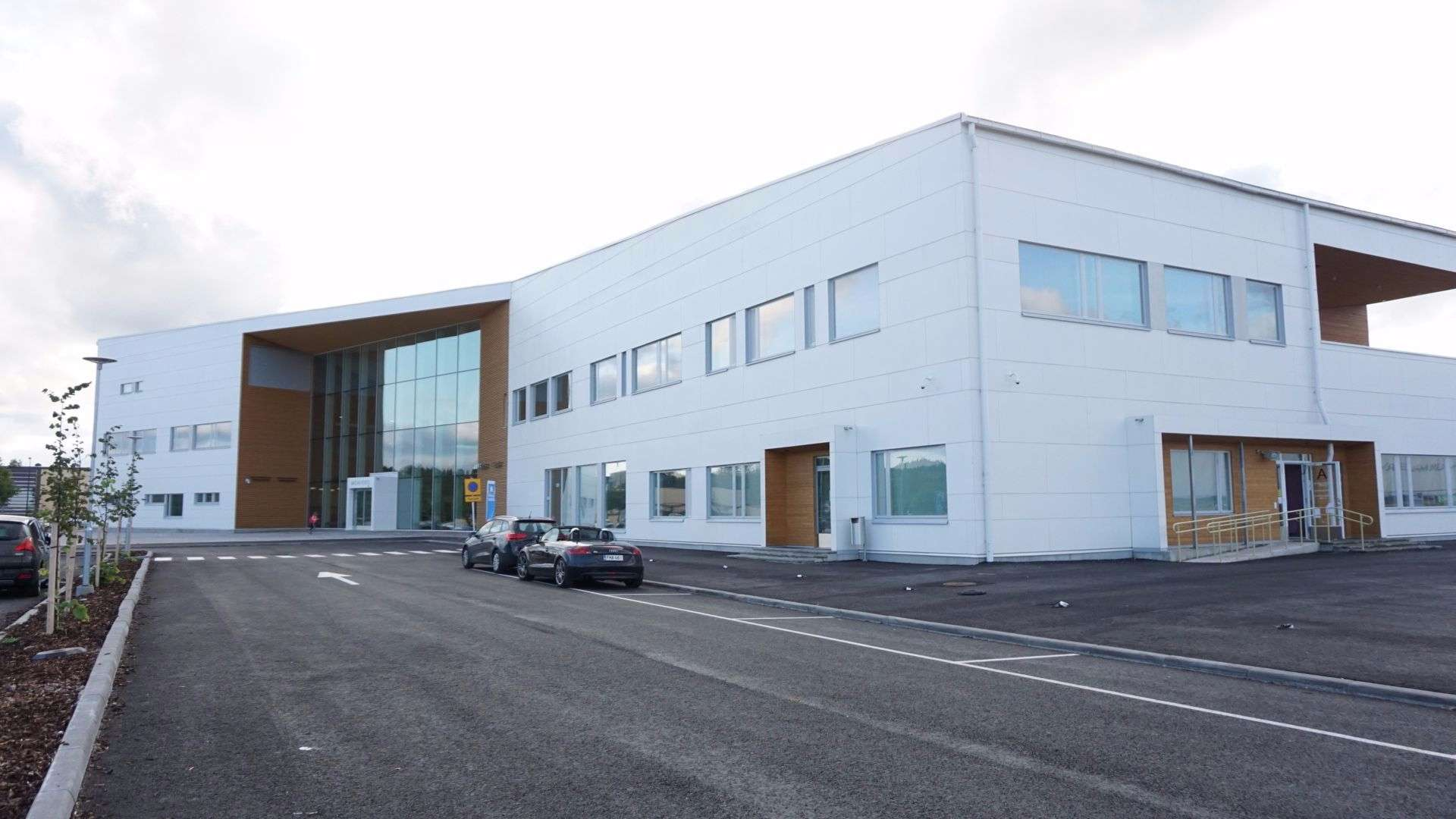
Общественный центр в Клауккала.

Западноевропейские общественные центры могут быть предназначены как для культурной, досуговой, так и для политической или социальной деятельности, в которой добровольно принимают участие частные лица: начиная от простейших задач по социализации, взаимопомощи и возможности провести время в дружеской компании — вплоть до правозащитных и других институций гражданского общества. Существуют, таким образом, центры разного характера, среди которых, например, — «кружки творчества», центры досуга (и присмотра) для пожилых или детей, университетские общественные центры, национально-культурные, религиозные и множество иных разновидностей.
С другой стороны, можно различать изолированные центры (к примеру, «по месту жительства»), или же они могут объединять в единую сеть множество отдельных малых групп (как, например, заключённых, беженцев и представителей других категорий населения, нуждающихся в помощи общества). Нередко общественные центры базируются на таких частных инициативах, как кафе и столовые, пункты благотворительной раздачи (обмена) вещей, общественные компьютерные клубы и интернет-кафе, объединения художников настенного граффити, узаконенные или неформальные сообщества, бесплатный ночлег для путешественников или бездомных и многое другое. Характер этих услуг и задач определяется как нуждами сообщества, при котором создаётся этот общественный центр, так и навыками, которые участники обязаны убедительно демонстрировать.
В современной Европе (и культуре развитых стран в целом) общественные центры размещаются преимущественно в крупных зданиях, способных принимать собрания активистов, концерты, книжные ярмарки, балы и танцевальные представления, художественные выставки. Они обычны для многих городов, где в то же время наряду с сообществами, поддержанными государством, возникают и альтернативно-протестные, порой в самозахваченных, иногда в арендованных строениях.

## Сравнение с «учреждениями культуры»
Очевидно, что это явление было бы ошибочно в полной мере уподоблять «учреждениям культуры» в странах «социалистического лагеря», которые могли существовать лишь строго в государственной форме и государственном соподчинении. Гораздо выше преемственность и аналогии общественных центров — с дореволюционными негосударственными народными домами в России (как и других странах). Однако «просветительские» и досуговые задачи — в современном явлении общественных центров играют далеко не единственную и не всегда центральную роль.

## Сравнение с самоуправляемыми общественными центрами
Отличая на одном «полюсе» общественные центры от государственных учреждений, на противоположном — следует отдельно рассматривать такую их разновидность как «Самоуправляемый общественный центр» (итал. Сentro Sociale Autogestito, англ. Selfmanaged Social Center). Последние получили особое развитие в молодёжной контр-культуре Италии 70-х гг. XX века, а затем и дальнейшее широкое распространение. В отличие от «классических» общественных центров, учреждаемых и управляемых организациями, сообществами, партиями, местными органами и т. п. в интересах разнообразных «пользователей», нередко через демократически избираемые сообществом Совет общественного центра, — самоуправляемый общественный центр в радикальном, анархо-синдикалистском своем виде не предусматривает вовсе деления на «организаторов» и «клиентов», приобретает значительно менее формальный характер, специфическую этику принятия коллективных решений — как правило, с предпочтением «консенсуса» (согласия всех) нежели «воли большинства».

## Особенности терминов «Community Centres» и «Social Centres» в англо-американской традиции

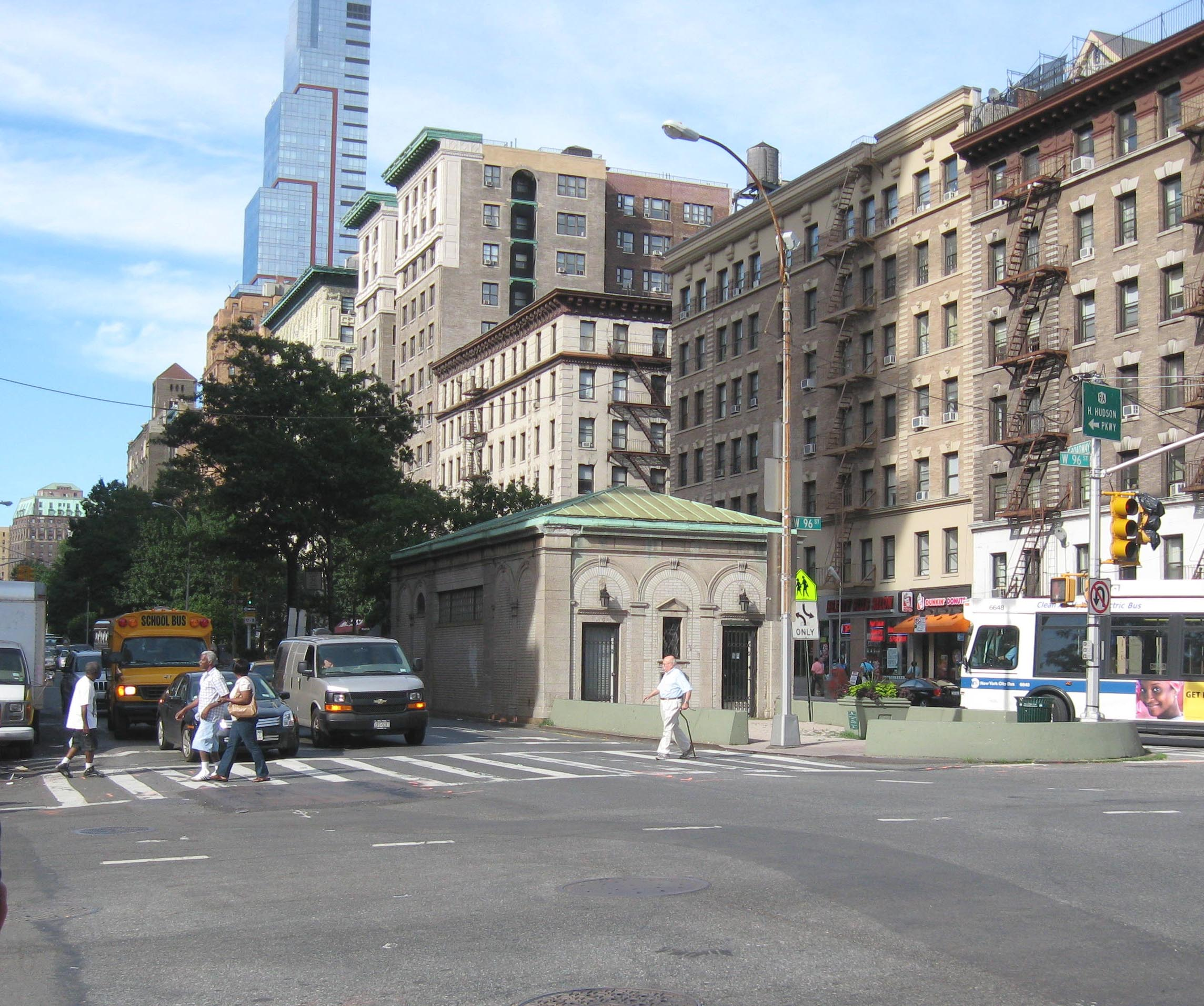
Здание общественного центра на Бродвее в Нью-Йорке.

В то время, как для большинства языков термин «общественный центр» является стилистически нейтральным и обобщающим, в англоязычных источниках сложилось по-другому. Более ранним и общим оказался термин «Community Centre» (или «Community Center»), за которым в современном употреблении закрепилось значение любого центра «общественной деятельности» (часто санкционируемой государством или, например, корпорациями, церковью и другими «крупными игроками» законопослушного общества). Под понятием же «Social Centre» («Social Center») всё чаще подразумевают именно неформальную, «квази-законную», нередко даже протестную и выходящую «за рамки законности» организационную деятельность подобных сообществ новейшего времени (как, например, практикующих те же «самозахваты» пустующих зданий), их непосредственную опору на сообщества и на гражданское общество в целом — перед лицом государства.
В странах, где у понятия «общественный центр» нет подобной двойственности, ему в том же качестве противопоставляют «самоуправляемый общественный центр».

## Градостроительство
В градостроительстве России и некоторых других бывших стран социалистического лагеря зоной общественного центра называется одна из функциональных зон города, охватывающая территорию центральной части и предназначенная в основном для расположения объектов управления, обслуживания и культурного досуга. Принятое в городском планировании англоязычных стран обозначение аналогичной функциональной зоны — Central business district (Центральный деловой район, CBD).